# Grand Prix-wegrace van Zuid-Afrika 1985
De Grand Prix-wegrace van Zuid-Afrika 1985 was eerste Grand Prix van het wereldkampioenschap wegrace in het seizoen 1985. De races werden verreden op 23 maart 1985 op het Kyalami Racing Circuit nabij Johannesburg. Alleen de 250- en de 500cc-klasse kwamen aan de start. De hoge temperaturen, de hoge ligging van het circuit en de hobbelige baan leverden veel problemen op, zowel voor de rijders als voor de (afstelling van) de motoren. 

## Algemeen
In tegenstelling tot eerdere jaren, toen de hoge reiskosten voor veel coureurs een bezwaar waren om naar Zuid-Afrika af te reizen, waren er nu tamelijk veel inschrijvingen: 51 in de 250cc-klasse en 29 in de 500cc-klasse. De Japanse coureurs kregen van hun eigen bond een startverbod vanwege de apartheidspolitiek. Nog voor er een meter gereden was moesten de coureurs aan het werk om de baan gebruiksklaar te maken. Een regenbui had een gedeelte van het asfalt weggespoeld en hoewel dat weer hersteld was moest er geveegd worden om het nieuwe asfalt schoon te krijgen. Dat deden de coureurs graag. Minder gelukkig was men met het door de circuiteigenaren ingehuurde "veiligheidspersoneel", dat met wapenstokken en zelfs vuurwapens door het rennerskwartier liep.

## 500cc-klasse

### De training
De training van de 500cc-klasse werd vooral gekenmerkt door de zware valpartijen van Raymond Roche en Christian Sarron, die op bijna dezelfde plaats vielen. Volgens hun teamleiders lag het bij Roche aan een koelwaterlekkage en bij Sarron aan gelekte olie uit de versnellingsbak. Ze konden allebei starten, maar waren allerminst fit. Sarron had voor zijn val al een uitstekende tijd gereden, waardoor hij op de derde startplaats stond. Freddie Spencer was de snelste in de training, maar iedereen wist toen al dat hij in zijn ene snelle ronde zoveel van zijn banden had gevergd dat hij dit geen hele race kon volhouden. 

#### Trainingstijden
| Pos | Coureur            | Merk                     | Tijd    |
| --- | ------------------ | ------------------------ | ------- |
| 1.  | Freddie Spencer    | Rothmans-HRC-Honda       | 1"24'20 |
| 2.  | Eddie Lawson       | Marlboro-Yamaha          | 1"25'50 |
| 3.  | Christian Sarron   | Gauloises-Sonauto-Yamaha | 1"25'57 |
| 4.  | Ron Haslam         | Rothmans-HRC-Honda-UK    | 1"25'67 |
| 5.  | Wayne Gardner      | Rothmans-HRC-Honda-UK    | 1"25'71 |
| 6.  | Raymond Roche      | Marlboro-Yamaha          | 1"25'78 |
| 7.  | Randy Mamola       | Rothmans-HRC-Honda       | 1"26'24 |
| 8.  | Sito Pons          | HB-Gallina-Suzuki        | 1"26'69 |
| 9.  | Didier de Radiguès | ELF-Chevallier-HRC-Honda | 1"27'11 |
| 10. | Mike Baldwin       | Honda                    | 1"27'14 |

### De race
Al binnen enkele ronden ontstonden er drie vechtende duo's in de 500cc-race. Aan de leiding ging Freddie Spencer met in zijn spoor Eddie Lawson. Enkele seconden daarachter vochten de beide Honda-UK-rijders Ron Haslam en Wayne Gardner en daar weer achter de beide fabrieks-Yamaha's van Christian Sarron en Raymond Roche. Terwijl de Haslam/Gardner en Sarron/Roche regelmatig van positie wisselden, bleef Spencer zeven ronden lang voor Lawson rijden. Toen nam Lawson de kop over, maar Spencer leek hem zonder moeite te kunnen volgen. Zes ronden voor het het einde nam Spencer tot twee keer toe de eerste bocht van de "esses" te ruim, wat leek te duiden op versleten banden. Hij verloor het contact en vanaf de vierde ronde voor de finish begon Lawson echt weg te lopen en hij won voor Spencer, Gardner, Haslam en Randy Mamola, die na een slechte start Roche en Sarron had ingehaald. Men vermoedde dat Spencer vermoeidheidsproblemen had gehad nadat hij een uur eerder de 250cc-race gewonnen had, maar Spencer ontkende dat. Hij vertelde dat hij - waarschijnlijk door de ijle lucht - ademhalingsmoeilijkheden had gekregen. Raymond Roche bezweek onder de druk van Mamola en viel. Hij kon zijn machine nog oprapen, maar gaf uiteindelijk op. 

#### Uitslag 500cc-klasse
| Pos | Coureur              | Merk                     | Ronden | Tijd      | Grid | Punten |
| --- | -------------------- | ------------------------ | ------ | --------- | ---- | ------ |
| 1   | Eddie Lawson         | Marlboro-Yamaha          | 30     | 42"58'0   | 2    | 15     |
| 2   | Freddie Spencer      | Rothmans-HRC-Honda       | 30     | +4'9      | 1    | 12     |
| 3   | Wayne Gardner        | Rothmans-HRC-Honda-UK    | 30     | +22'8     | 5    | 10     |
| 4   | Ron Haslam           | Rothmans-HRC-Honda-UK    | 30     | +25'4     | 4    | 8      |
| 5   | Randy Mamola         | Rothmans-HRC-Honda       | 30     | +43'8     | 7    | 6      |
| 6   | Christian Sarron     | Gauloises-Sonauto-Yamaha | 30     | +51'6     | 3    | 5      |
| 7   | Didier de Radiguès   | ELF-Chevallier-HRC-Honda | 30     | +1"25'6   | 9    | 4      |
| 8   | Sito Pons            | HB-Gallina-Suzuki        | 30     | +1"25'9   | 8    | 3      |
| 9   | Mike Baldwin         | Honda                    | 30     | +1"26'8   | 10   | 2      |
| 10  | Thierry Espié        | Chevallier-Honda         | 30     | +1"27'2   | 14   | 1      |
| 11  | Franco Uncini        | Suzuki                   | 29     | +1 ronde  | 11   |        |
| 12  | Dave Petersen        | Honda                    | 29     | +1 ronde  | 15   |        |
| 13  | Massimo Messere      | Honda                    | 29     | +1 ronde  | 18   |        |
| 14  | Gustav Reiner        | Bakker-Honda             | 29     | +1 ronde  | 16   |        |
| 15  | Wolfgang von Muralt  | Bakker-Suzuki            | 29     | +1 ronde  | 20   |        |
| 16  | Fabio Biliotti       | Honda                    | 29     | +1 ronde  | 24   |        |
| 17  | Alessandro Valesi    | Honda                    | 29     | +1 ronde  | 22   |        |
| 18  | Boet van Dulmen      | Honda                    | 29     | +1 ronde  | 17   |        |
| 19  | Keith Huewen         | Honda                    | 29     | +1 ronde  | 25   |        |
| 20  | Paolo Ferretti       | Honda                    | 29     | +1 ronde  | 20   |        |
| 21  | Dimitrios Papandreou | Yamaha                   | 26     | +4 ronden | 29   |        |

#### Niet gefinisht
| Coureur            | Merk                      | Ronden | Oorzaak       | Grid |
| ------------------ | ------------------------- | ------ | ------------- | ---- |
| Raymond Roche      | Marlboro-Yamaha           | 21     | Opgave na val | 6    |
| Christian le Liard | ELF-Chevallier-Honda      | 7      |               | 13   |
| Massimo Broccoli   | Suzuki                    | 6      |               | 26   |
| Rob McElnea        | Skoal Bandit-Heron-Suzuki | 2      |               | 12   |
| Klaus Klein        | Suzuki                    | 2      |               | 28   |
| Marco Greco        | Honda                     | 2      |               | 27   |
| Gary Lingham       | Suzuki                    |        |               | 19   |
| Armando Errico     | Honda                     | 1      | Val           | 23   |

#### Niet deelgenomen
| Coureur           | Merk               | Oorzaak     |
| ----------------- | ------------------ | ----------- |
| Takazumi Katayama | Rothmans-HRC-Honda | Startverbod |

## 250cc-klasse

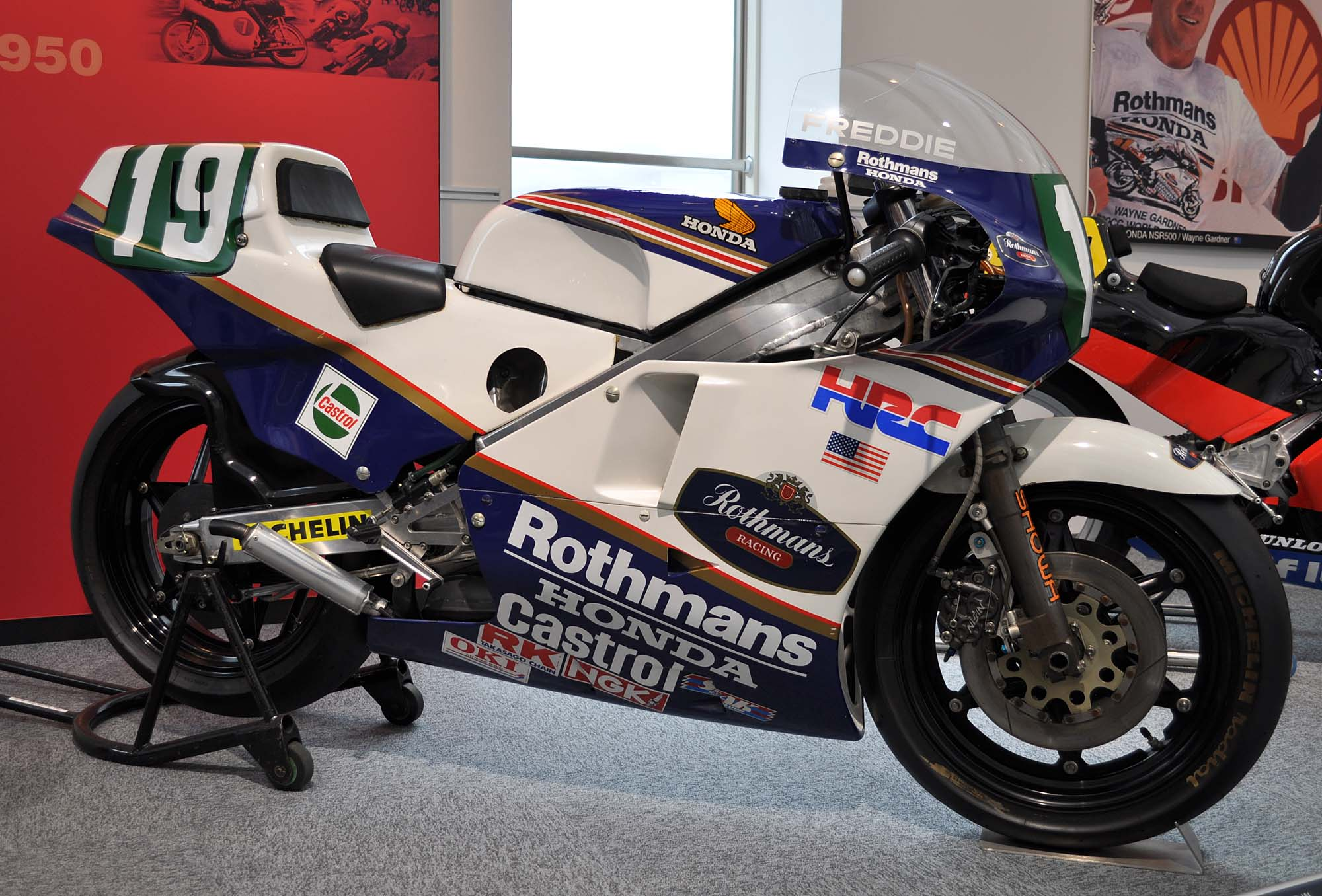
De ontwikkeling van de Honda RS 250 R had heel wat voeten in de aarde gehad en in het seizoen 1984 hadden enkele testrijders tevergeefs geprobeerd er punten mee te scoren. Het debuut in Zuid-Afrika was overtuigend, maar deze winnende machine van Freddie Spencer week op veel punten af van de semi-fabrieksmachines van Fausto Ricci en Toni Mang

.

### De training
Freddie Spencer trad aan met de nieuwe Honda RS 250 R-W, maar die werd bij aankomst in het rennerskwartier meteen zorgvuldig met doeken afgedekt. Toni Mang en Fausto Ricci hadden echter al snel door dat deze machine heel anders was dan hun semi-fabrieksracers. Toch was Carlos Lavado met zijn fabrieks-Yamaha TZ 250 de snelste. Er verscheen een groot aantal nieuwe machines aan de start. De door Jan Thiel ontwikkelde Garelli 250 en de nieuwe door Jorg Möller ontwikkelde Parisienne, maar dankzij de snelle motoren van Rotax ook de Malanca's van Guy Bertin en Davide Tardozzi, de Aprilia van Loris Reggiani en de geheel vernieuwde JJ Cobas-machines voor Carlos Cardús, Luis Miguel Reyes en Juan Garriga. De tijdwaarneming was niet correct waardoor er steeds nieuwe persbulletins uitgegeven werden en enkele rijders gaven zelf toe dat hun tijden niet konden kloppen. Thuisrijder Mario Rademeyer deed het uitstekend: met zijn Yamaha TZ 250-productieracer reed hij de derde tijd. 

#### Trainingstijden
| Pos | Coureur             | Merk               | Tijd    |
| --- | ------------------- | ------------------ | ------- |
| 1.  | Carlos Lavado       | Venemotos-Yamaha   | 1"29'13 |
| 2.  | Freddie Spencer     | Rothmans-HRC-Honda | 1"29'48 |
| 3.  | Mario Rademeyer     | Yamaha             | 1"29'49 |
| 4.  | Martin Wimmer       | Yamaha             | 1"29'64 |
| 5.  | Toni Mang           | Marlboro-HRC-Honda | 1"29'89 |
| 6.  | Jean-François Baldé | Pernod             | 1"30'31 |
| 7.  | Patrick Fernandez   | JJ Cobas-Rotax     | 1"30'58 |
| 8.  | Carlos Cardús       | JJ Cobas-Rotax     | 1"30'58 |
| 9.  | Luis Miguel Reyes   | JJ Cobas-Rotax     | 1"30'70 |
| 10. | August Auinger      | Bartol             | 1"30'72 |

### De race
Freddie Spencer was van plan om in de 250cc-race snel een gat te slaan met de concurrentie om daarna rustiger te kunnen rijden en zijn krachten te sparen voor de 500cc-race. Dat lukte. Toni Mang en Carlos Lavado konden hem een tijdje volgen en soms zelfs de leiding nemen, maar na een ronde of tien had Spencer een gat geslagen. Mang en Lavado vochten om de tweede plaats, maar de slecht gestarte Mario Rademeyer kwam zeer snel naar voren. Hij passeerde de achtervolgende groep met o.a. Stéphane Mertens, Jean-François Baldé, Fausto Ricci en Martin Wimmer en niet veel later ook Mang en Lavado. Het gat van 4 seconden naar Spencer wist hij ook te verkleinen, tot zijn motor toeren begon te verliezen. Plotseling was Mang weer tweede, maar Rademeyer wist toch nog derde te worden voor Lavado.

#### Uitslag 250cc-klasse
| Pos | Coureur              | Merk                        | Tijd     | Grid | Punten |
| --- | -------------------- | --------------------------- | -------- | ---- | ------ |
| 1   | Freddie Spencer      | Rothmans-HRC-Honda          | 41"56'3  | 2    | 15     |
| 2   | Toni Mang            | Marlboro-HRC-Honda          | +7'1     | 5    | 12     |
| 3   | Mario Rademeyer      | Yamaha                      | +7'5     | 3    | 10     |
| 4   | Carlos Lavado        | Venemotos-Yamaha            | +14'6    | 1    | 8      |
| 5   | Martin Wimmer        | Yamaha                      | +32'7    | 4    | 6      |
| 6   | Carlos Cardús        | JJ Cobas-Rotax              | +41'4    | 8    | 5      |
| 7   | Jean-François Baldé  | Pernod                      | +47'3    | 6    | 4      |
| 8   | Stéphane Mertens     | Yamaha                      | +52'8    | 19   | 3      |
| 9   | Fausto Ricci         | Rothmans-HRC-Honda          | +52'8    | 11   | 2      |
| 10  | Jacques Cornu        | Bakker-Parisienne           | +1"00'3  | 12   | 1      |
| 11  | Jean-Michel Mattioli | Yamaha                      | +1"00'9  | 18   |        |
| 12  | Loris Reggiani       | Aprilia-Rotax               | +1"22'4  | 17   |        |
| 13  | Maurizio Vitali      | Garelli                     | +1"23'0  | 20   |        |
| 14  | Iván Palazzese       | Venemotos-Yamaha            | +1"23'1  | 26   |        |
| 15  | Patrick Fernandez    | JJ Cobas-Rotax              | +1"24'9  | 7    |        |
| 16  | Alan Carter          | Honda                       | +1"33'4  | 16   |        |
| 17  | Harald Eckl          | Juchem-Yamaha               | +1 ronde | 25   |        |
| 18  | Robbie Petersen      | Honda                       | +1 ronde | 32   |        |
| 19  | Donnie McLeod        | Silverstone-Armstrong-Rotax | +1 ronde | 24   |        |
| 20  | Luis Miguel Reyes    | JJ Cobas-Rotax              | +1 ronde | 9    |        |
| 21  | Massimo Matteoni     | Honda                       | +1 ronde | 22   |        |
| 22  | Reinhold Roth        | Juchem-Yamaha               | +1 ronde | 15   |        |
| 23  | Dave Estment         | Honda                       | +1 ronde | 34   |        |
| 24  | Niall Mackenzie      | Silverstone-Armstrong-Rotax | +1 ronde | 33   |        |
| 25  | David Amond          | Yamaha                      | +1 ronde | 36   |        |
| 26  | Hans Becker          | Yamaha                      | +1 ronde | 13   |        |
| 27  | Steve Williams       | Yamaha                      | +1 ronde | 23   |        |
| 28  | Russell Wood         | Yamaha                      | +1 ronde | 31   |        |

#### Niet gefinisht
| Coureur             | Merk              | Oorzaak    | Grid |
| ------------------- | ----------------- | ---------- | ---- |
| Herbert Besendörfer | Yamaha            | Val        | 21   |
| Siegfried Minich    | Yamaha            |            | 30   |
| Andy Watts          | EMC-Rotax         |            | 35   |
| Juan Garriga        | JJ Cobas-Rotax    |            | 27   |
| Manfred Herweh      | Bakker-Real-Rotax | Vastloper  | 14   |
| Gary Noel           | EMC-Rotax         | Lekke band | 28   |
| Jacky Onda          | Pernod            |            | 29   |

#### Niet gestart
| Coureur        | Merk   | Grid | Reden                 |
| -------------- | ------ | ---- | --------------------- |
| August Auinger | Bartol | 10   | Defect in opwarmronde |

#### Niet gekwalificeerd
| Coureur            | Merk           |
| ------------------ | -------------- |
| Guy Bertin         | MBA            |
| Kevin Hellyer      | Yamaha         |
| Antonio Garcia     | JJ Cobas-Rotax |
| Leonard Alan Dibon | Yamaha         |
| Jean-Luc Guillemet | Yamaha         |
| Davide Tardozzi    | MBA            |
| Jean D'Assonville  | Yamaha         |
| Philippe Pagano    | Yamaha         |
| Peter Hubbard      | Rotax          |
| Ronan Schulz       | Yamaha         |
| Graham Singer      | Rotax          |
| Danny Bristol      | Yamaha         |
| Warren Bristol     | Yamaha         |
| Vincenzo Cascino   | Yamaha         |

#### Niet deelgenomen
| Coureur     | Merk    | Oorzaak  |
| ----------- | ------- | -------- |
| Ángel Nieto | Garelli | Blessure |

## Trivia

### Geen geld
Geld was al na deze openingsrace voor enkele rijders een probleem. De Zuid-Afrikaan Mario Rademeyer reed een prima race met zijn 1984 Yamaha TZ 250 productieracer en had inmiddels een Britse racelicentie, waardoor hij bijvoorbeeld in Joegoslavië niet meer geweigerd kon worden vanwege de apartheidspolitiek, maar hij had geen geld om naar de overige GP's te gaan. Datzelfde gold voor Thierry Espié, die na zijn tiende plaats huilend in het rennerskwartier zat. Ook hij had geen sponsors en dus geen geld om het seizoen voort te zetten. 

### Geen onderdelen
Boet van Dulmen had na veel problemen met de Stichting Nederlands Racing Team uiteindelijk via Honda-Nederland een Honda RS 500 R gekregen, maar kon zijn eerste ritten pas maken in Zuid-Afrika. Hij trainde zoveel dat zijn zuigers en zuigerveren eigenlijk vervangen moesten worden, maar die waren zowel in Johannesburg als in Ridderkerk niet aangekomen. Hij startte dus met een versleten motor, die veel te warm werd waardoor hij het gas moest dichtdraaien. 
1983 · 1984 · 1985 · 1992 · 1999 · 2000 · 2001 · 2002 · 2003 · 2004